# Guillermo García (Fußballspieler)
Guillermo García (* 3. Januar 1947 in León; † 24. August 2021), auch bekannt unter dem Spitznamen Puskas, war ein mexikanischer Fußballspieler auf der Position eines Verteidigers.  

## Laufbahn
„Puskas“ García stand in den späten 1960er und frühen 1970er Jahren beim Club León unter Vertrag, mit dem er in den Spielzeiten 1970/71 und 1971/72 zweimal in Folge den mexikanischen Pokalwettbewerb und den Supercup gewann. 
Anschließend wechselte García zum Stadtrivalen Unión de Curtidores, der 1974/75 erstmals in der höchsten Spielklasse des Landes vertreten war.

## Erfolge
- Mexikanischer Pokalsieger: 1971, 1972
- Mexikanischer Supercup: 1971, 1972